# Ministrowie mocy Wielkiej Brytanii
Minister mocy (en. Minister of Power), brytyjski minister odpowiedzialny za sprawy przemysłu węglowego, dostaw energii, zaopatrzenia w paliwo, kontrolę cen energii i racjonowanie benzyny.
Urząd ministra powstał w 1942 r. pod nazwą ministra paliwa i mocy (Minister of Fuel and Power). Zmiana nazwy nastąpiła w 1957 r. Nowy urząd przejął część kompetencji Zarządu Handlu. Urząd został zlikwidowany w 1969 r. i połączony z ministerstwem technologii.

## Ministrowie paliwa i mocy
| Minister               | Czas urzędowania                       |
| ---------------------- | -------------------------------------- |
| Gwilym Lloyd George    | 3 czerwca 1942 – 26 lipca 1945         |
| Manny Shinwell         | 3 sierpnia 1945 – 7 października 1947  |
| Hugh Gaitskell         | 7 października 1947 – 28 lutego 1950   |
| Philip Noel-Baker      | 28 lutego 1950 – 26 października 1951  |
| Geoffrey William Lloyd | 31 października 1951 – 20 grudnia 1955 |
| Aubrey Jones           | 20 grudnia 1955 – 9 stycznia 1957      |

## Ministrowie mocy
| Minister                    | Czas urzędowania                            |
| --------------------------- | ------------------------------------------- |
| Percy Mills, 1. baron Mills | 13 stycznia 1957 – 14 października 1959     |
| Richard Wood                | 14 października 1959 – 20 października 1963 |
| Frederick Erroll            | 20 października 1963 – 16 października 1964 |
| Frederick Lee               | 18 października 1964 – 6 kwietnia 1966      |
| Richard Marsh               | 6 kwietnia 1966 – 6 kwietnia 1968           |
| Ray Gunter                  | 6 kwietnia - 1 lipca 1968                   |
| Roy Mason                   | 1 lipca 1968 – 6 października 1969          |